# Lithophane franclemonti
Lithophane franclemonti là một loài bướm đêm trong họ Noctuidae.